# لطف دیررس
لطف دیررس (Too Late the Phalarope) دومین رمان آلن پیتون نویسندهٔ اهل آفریقای جنوبی که پس از نخستین اثرش به نام بنال وطن یا مویه‌کن سرزمین محبوب که با همین عنوان‌ها به‌ترتیب توسط سیمین دانشور و نادر ابراهیمی ترجمه شده می‌باشد.
درونمایهٔ این اثر پیرامون مسائل ضد نژادپرستانه علیه سیاه‌پوستان است که نویسنده با طنزی ظریف سعی در بیان این مفاهیم داشته. این کتاب برای اولین و آخرین بار در سال ۱۳۴۸ شمسی توسط نشر آبشار در پیش از انقلاب ایران منتشر شد و نسخه‌های چاپ اول آن مدت‌ها در کتاب‌فروشی‌ها خاک می‌خورد.